# Roman Rogl
Roman Rogl (31. července 1939, Praha –⁠ 1997) byl český výtvarník, knižní grafik, typograf a autor loga Československé televize.

## Životopis

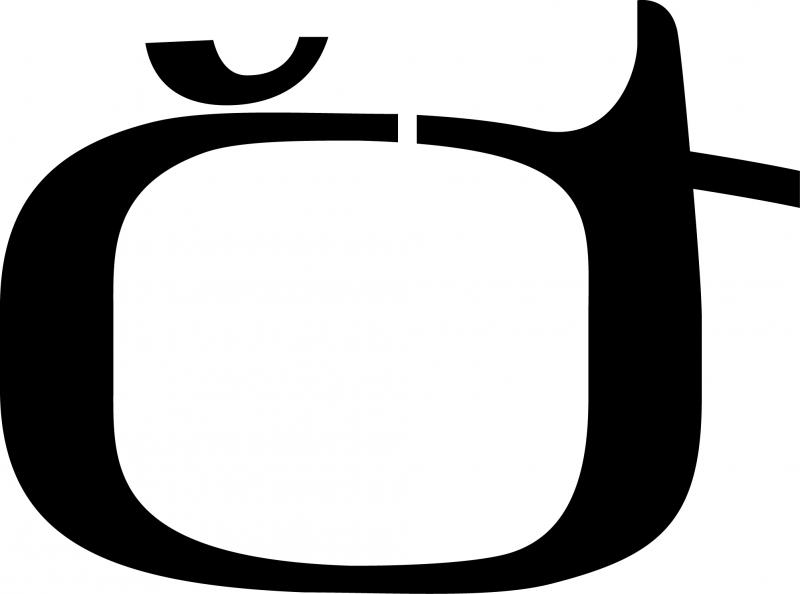
Roglem navržené logo ČST, používané od roku 1963 do 1969

Roman Rogl se narodil 31. července 1939 v Praze. Vystudoval knižní grafiku a typografii na Vysoké škole uměleckoprůmyslové v Praze v ateliéru grafického designu profesora Františka Muziky. Tento ateliér později oslovila Česká televize s žádostí o logo. V něm proběhla interní soutěž, kterou vyhrál právě Rogl. V roce 1964 graficky upravoval první ročníky kulturního časopisu Tvář. V roce 1971 se účastnil další změny loga ČST po federalizaci. Po roce 1987 veškerou tvůrčí práci opustil.

## Dílo
Byl především knižním grafikem a typografem.

### Knižní obálky (výběr)
- Miloš V. Kratochvíl: Dobrá kočka, která nemlsá, Odeon Praha 1975, 2. vydání 1985
- Jiří Wolker, Balady, Odeon Praha 1976
- Josef Mánes, Svoboda Praha 1977
- Contes des Pays du Caucase (Kavkazské pohádky) vydal Gründ Paris 1977
- Federico Fellini: Amarcord, Odeon Praha 1978
- Život Jana Amose
- Červené štíty, Odeon Praha 1985

- Vytvořil osobitou grafickou úpravu obálek edice antické a byzantské literatury nakladatelství Odeon:
  - Platón:Dialogy o kráse (1979)
  - Poslední zápas Byzance
  - Na přelomu věků
  - Válka s Góty
- V pátek jí to řeknu
  - Válka s Peršany a Vandaly
  - Stesky posledního Římana
  - Písně lásky a hněvu, Odeon Praha 1980

### Grafické značky
- Logo Československé televize

### Design
- Dekorace vstupního prostoru národního podniku Spolana [6]

### Jiné výtvarné práce
- nespecifikované [7]